# Baby Cart : Dans la terre de l'ombre
Série Baby Cart
Baby Cart : L'Enfant massacre
(1972) Baby Cart : L'Âme d'un père, le cœur d'un fils
(1972)
Pour plus de détails, voir Fiche technique et Distribution.
Baby Cart : Dans la terre de l'ombre (子連れ狼 死に風に向う乳母車, Kozure Ōkami: Shinikazeni mukau ubaguruma) est un film japonais réalisé par Kenji Misumi, sorti en 1972. 
C'est le troisième film de la saga Baby Cart adaptée du manga Lone Wolf and Cub. 

## Synopsis
Ogami Itto, toujours accompagné de son fils Daigoro, âgé de trois ans, dans une poussette, rencontre un rōnin nommé Kanbei, contre qui il refuse de se battre en duel, avant de sauver une jeune fille destinée à la prostitution, ce qui lui vaut des ennuis avec le clan yakuza local dont il gagne finalement le respect. Itto est ensuite chargé par les yakuza d'assassiner un magistrat envers lequel ils ont une vengeance à accomplir et qui est protégé par deux habiles gardes du corps, une fine lame et un as de la gâchette, secondés par une nuée de sous-fifres. La poussette de Daigoro va révéler tous ses secrets à l'occasion du combat contre les hommes du magistrat.

## Fiche technique
- Titre : Baby Cart : Dans la terre de l'ombre
- Titre original : 子連れ狼 死に風に向う乳母車 (Kozure Ōkami: Shinikazeni mukau ubaguruma?)
- Réalisation : Kenji Misumi
- Scénario : Kazuo Koike et Goseki Kojima   d'après leurs manga
- Photographie : Chishi Makiura
- Montage : Toshio Taniguchi
- Musique: Hideaki Sakurai et Hiroshi Kamayatsu
- Production : Shintarō Katsu et Hisaharu Matsubara
- Société de production : Tōhō et Katsu Production
- Pays de production :  Japon
- Langue originale : japonais
- Format : couleurs - 2,35:1 - son mono
- Genre : chanbara
- Durée : 89 minutes
- Date de sortie : Japon : 2 septembre 1972[1]

## Distribution
- Tomisaburō Wakayama : Ogami Itto
- Gō Katō : Magomura Kanbei
- Yuko Hamada : Torizo
- Isao Yamagata : Endo Genba
- Michitaro Mizushima : Asada Junai
- Akihiro Tomikawa : Daigoro
- Ichirō Nakatani : samouraï du clan Yagyu

## SagaBaby Cart
1. Baby Cart : Le Sabre de la vengeance
2. Baby Cart : L'Enfant massacre
3. Baby Cart : Dans la terre de l'ombre
4. Baby Cart : L'Âme d'un père, le cœur d'un fils
5. Baby Cart : Le Territoire des démons
6. Baby Cart : Le Paradis blanc de l'enfer